# Ириней (Касиматис)
Епи́скоп Ирине́й (греч. Επίσκοπος Ειρηναίος в миру Ге́ктор Касима́тис греч. Έκτωρ Κασιμάτης; 1892, Аргостолион — 1 октября 1961, Неа-Пендели) — архиерей Константинопольской православной церкви, епископ Авидский, викарий Американской архиепископии (1951—1961).

## Биография
Родился в 1892 году в городе Аргостолион на острове Кефалиния, в Греции.
В 1916 году окончил Халкинскую богословскую школу, защитив диссертацию на тему «Ο λατινόφρων Πατριάρχης Ιωάννης Βέκκος».
В 1916 году был рукоположен в сан иеродиакона, а в 1920 году — в сан иеромонаха.
С 1921 году нёс пастырское служение в Мельбурне, с 1926 года — в Сан-Франциско, а с 1932 года — в Гэри (Индиана).
8 ноября 1951 года был рукоположен в сан епископа Авидского, викария Американской архиепископии.
С 1951 по 1958 год был администратором греческих приходов в Буэнос-Айресе.
Скончался 1 октября 1961 года в Неа-Пендели, в Греции.